# 莤堇菜
莤堇菜（学名：Viola phalacrocarpa）为堇菜科堇菜属的植物。分布在日本、俄罗斯、朝鲜以及中国大陆的河南、内蒙古、山东、黑龙江、湖北、吉林、陕西、河北、甘肃、辽宁、山西、湖南、四川、宁夏等地，生长于海拔700米至2,200米的地区，常生长在向阳山坡草地、灌丛和林缘。

## 别名
白果堇菜（中国高等植物图鉴）、秃果堇菜（拉汉种子植物名称）